# メイトル・ギムス
メイトル・ギムス（Maître Gims、本名：ガンディー・ジューナ（Gandhi Djuna）、1986年5月6日 - ）はコンゴ民主共和国出身のフランスのラッパー。
2022年カタールワールドカップの決勝の舞台で歌を披露。